# Leonardo Massabò
Leonardo Massabò (Porto Maurizio, 5 dicembre 1812 – Porto Maurizio, 21 dicembre 1886) è stato un pittore italiano.

## Biografia

### I primi anni e la formazione a Roma
Leonardo Massabò, nativo dell'imperiese (Massabò è un cognome diffuso in questa zona), nasce il 5 dicembre 1812 a Porto Maurizio, nel quartiere popolare e allora un poco periferico di San Giuseppe. Fu battezzato nella vecchia chiesa di San Maurizio mentre più tardi avrebbe decorato la Chiesa Nuova da artista affermato. Era l'ultimo nato, sestogenito dopo cinque fratelli, se tra questi si includono i due defunti bambini. I genitori erano Lorenzo Massabò, commerciante al minuto di generi alimentari, ed Anna Maria Piatti.
Nel 1814, il 31 agosto, muore il padre, appena trentaquattrenne, quando Leonardo ha solo due anni. La madre si risposa con Giuseppe Sibilla nel 1817. Fu il patrigno che, accortosi delle dote di Leonardo, lo avviò alla carriera artistica, presentandolo al conte Tommaso Littardi. Terminato il ginnasio, Leonardo Massabò si trasferì nel 1828 a Roma, dove frequentò l'Accademia di San Luca. A Roma abitò a Trastevere, e nel 1830 frequentò sempre all'Accademia i corsi di disegno del nudo. Suoi amici di questo periodo furono Francesco Dulbecco e Giuseppe Federici, con i quali condivideva l'origine imperiese. Sempre nel 1830 Massabò conseguì il secondo premio dell'annuale concorso. Fu iscritto all'Accademia ancora per i due anni successivi, avendo come professori il Podesti ed anche il Coghetti, quest'ultimo però per un breve periodo. Ventunenne cominciò a dedicarsi all'arte, lavorando presso il Coghetti.
Benché avesse studio in Roma, i suoi principali committenti erano nella città natale, verso la quale inviava i suoi quadri. Tra le sue prime sue opere, che eseguì a Roma inviandole in Liguria, fu il piccolo quadro destinato alla chiesa privata di Santa Filomena di Pieve di Teco. L'opera che gli fece acquisire maggiore notorietàò agli esordi della sua carriera fu il Miracolo del Beato Leonardo, sempre inviato da Roma a Porto Maurizio.
Tolto un breve passaggio da Porto Maurizio nel 1844, l'artista rimase a Roma; in patria tuttavia, per i suoi meriti nel campo della pittura, il Consiglio cittadino di Porto Maurizio aveva implorato, nel 1841, la speciale grazia del re perché fosse esonerato dal servizio militare.
A Roma rimane sino al 1848, svolgendo tra le altre opere i dipinti per la sala da ballo nella villa sulla via Nomentana del principe Alessandro Torlonia (1800-1886), l'artefice della bonifica del Fucino.

### Gli affreschi in palazzo Torlonia
L'intervento in questo edificio dei Torlonia - noto in seguito per essere stato dato in affitto a Mussolini per la cifra simbolica di lire 1 - fece acquisire notorietà al pittore. Era il palazzo per il quale Alessandro Torlonia, avendolo ereditato dal padre Giovanni tra i beni di famiglia, aveva portato a termine i lavori iniziati sotto la direzione del Caretti nel 1832. Al centro del parco, il palazzo era arricchito di un grande pronao neoclassico, ed all'interno il salone, dove erano i bassorilievi in stucco di Antonio Canova (divisi in altri ambienti in queste ristrutturazioni), veniva trasformato in sala da ballo costituendo il punto centrale dell'edificio.
In questa sala da ballo, situata a pianterreno, il compatto gruppo di pittori in cui era Massabò, dipinse nella volta la serie dei riquadri in affresco: l'ovale centrale e i riquadri circostanti, rispettivamente sei ottagonali, quattro esagonali, quattro tondi, e nei lunettoni delle pareti tre grandi affreschi. Coghetti dipinse la scena del Parnaso ed aiutò nel lavoro i più giovani allievi Massabò e Tojetti, autore quest'ultimo delle Quattro storie di un Nume nei tondi adiacenti l'ovale centrale e altre quattro Storie di Amore negli esagoni attorno alle vele. Massabò dipinse Amore sublimato dalla Ninfe nell'ovale centrale, Amore che trionfa sulla Forza e viene coronato dalla Bellezza, Amore che trionfa su tutti gli altri dei, Amore disarmato dalla Castità, nei tre ottagoni di cornice, il Volo delle 12 Ore nel collegato lunettone, Amore che fugge da Imene ed è accolto da Venere, Giove ed Amore, Amore che tenta di sedurre la Castità, nei tre ottagoni opposti, ed infine Il volo delle Tre Grazie nel lunettone opposto.

### Il rientro a Torino e il ritorno a Porto Maurizio
Massabò tornò a Porto Maurizio nel 1848, quando eseguì per la parrocchiale di Pieve di Teco la pala del coro, con la Nascita di San Giovanni Battista. Lasciò Roma forse anche o per incomprensioni nell'ambiente artistico, o forse anche per il mutato clima dato dalla svolta reazionaria di Pio IX che creava difficoltà nei confronti dei cittadini del Regno Sardo.
Si trasferisce a Torino anche per risolvere il problema del mancato servizio militare; torna a Porto Maurizio alla morte della madre il 23 luglio 1851; poco dopo ha un altro lutto familiare, con la morte della sorella Maria Luigia. Nel dicembre dello stesso anno torna a Torino. Nel 1854 ottiene finalmente il congedo assoluto alle classi anteriori al 1823 per il servizio militare. In quell'anno, all'esplodere in primavera dell'epidemia di colera, attende ancora per tornare a Porto Maurizio.
Venne pertanto a stabilirsi a Porto Maurizio in inverno, e cominciò a lavorare per la decorazione pittorica della chiesa di San Maurizio, la chiesa neoclassica, progettata da Gaetano Cantoni e da poco ultimata nel 1838.
Comincia con la Madonna del Rosario, che gli conferisce un nuovo successo in città; in questa tela dovevano essere raffigurati tutti i santi protettori dei quartieri della città.
Nel 1858 fu incaricato di dipingere ad affresco i Padri della Chiesa, per la cappella dove era da poco stata posta la Gloria di Sant'Agostino, di Francesco Coghetti, suo precedente maestro a Roma. L'incarico di questa cappella era stato affidato non dalla Fabbriceria, ma da Agostino Acquarone, il quale in compenso al suo mecenatismo aveva ottenuto di far assumere alla cappella il nome del suo santo protettore. Al Coghetti per questa cappella era commissionato l'altare in marmo nero e l'ancona di esso, nonché un altro quadro, ed al Massabò vennero commissionate altre tre opere.

### Gli anni dell'affermazione a Porto Maurizio e dell'attività civica
Nel 1859 Massabò sposa Carolina Schielotto, figlia del commerciante Francesco Schielotto e sorella di Maurizio (quest'ultimo rivestirà in seguito incarichi nel Consiglio e nella Giunta Comunale di Porto Maurizio). Va allora ad abitare in via Maria Cristina (oggi via Carducci).
Nel 1863-1864 Massabò è impegnato nelle decorazioni del Teatro Comunale, il soffitto del Ridotto e il sipario.
Il ciclo di dipinti per San Maurizio si concluse con la Morte di San Giuseppe, affidatogli da Giuseppe Schielotto, parente della moglie.
Sue opere rimangono anche nelle chiese di Boscomare (affreschi del 1856), nella parrocchiale di Terzorio; altri quadri furono eseguiti per committenti privati (i Berti, i Bianchi, baturalmente i Littardi), e per Bartolomeo Ferrari del quale dipinse una cappella a Oneglia.
L'ultima opera compiuta fu la Crocefissione della parrocchiale di Pontedassio, del 1883. In quest'anno si dimise anche dalla Commissione d'Ornato, concludendo anche l'attività pubblica.
Morì il 21 dicembre 1886, ed ai suoi funerali l'allievo e pittore Domenico Laura lesse il discorso commemorativo.

## L'opera
I suoi affreschi e quadri decorano la basilica mauriziana così come le molte opere eseguite per chiese, edifici pubblici e residenze private di Porto Maurizio e di centri vicini dell'attuale Provincia di Imperia.
- Villa Torlonia
Il Principe Alessandro Torlonia nella sua residenza suburbana (villa che aveva ereditato dal padre Giovanni Torlonia) volle realizzare un'esposizione e una promozione delle opere di artisti affermati, quali Francesco Podesti e Francesco Coghetti. Assieme a questi vi lavorarono gli esordienti Massabò e il giovane artista romano Domenico Tojetti, che condivideva l'appartamento romano con il Massabò. Di Massabò sono gli affreschi delle storie di Eros, nella volta della sala da ballo. Tale opera portò all'artista portomauriziese fama anche in Liguria, dove fu segnalato dal Cevasco sul giornale genovese L'Espero nel 1843, rendendo nota la sua fama, quale poi lo avrebbe condotto ad essere il principale pittore della chiesa di San Maurizio.
- Imperia, concattedrale di San Maurizio:
  - Miracolo del Beato Leonardo che converte un bestemmiatore colto da apoplessia- (in Corsica), olio su tela
  - Madonna, olio su tela
  - Madonna del Rosario (1855), olio su tela
  - I Padri della Chiesa, quattro figure in affreschi
  - L'incontro di San Leonardo con Benedetto XIV, affresco (1867), della serie di opere aventi a soggetto la vita del locale predicatore Leonardo da Porto Maurizio
  - La cacciata dei mercanti dal tempio, cappella alla sinistra del presbiterio, affresco
  - Battesimo di Cristo, post 1867, olio su tela
  - Il transito di San Giuseppe, olio su tela
- Albenga, Santa Maria di Pontelungo, altare laterale di sinistra:
  - San Martino di Tours benedice gli Albenganesi, olio su tela
- Molini di Prelà, Parrocchiale di San Giovanni del Groppo: San Michele, olio su tela
- Pieve di Teco, collegiata di San Giovanni Battista, La nascita del Battista, olio su tela (1848-1855)
- Boscomare (Roccabruna), parrocchiale di San Bernardo, affresco con San Bernardo in gloria (1856)
- Imperia, ridotto del teatro Cavour, soffitto, affresco con il Volo delle Grazie, teatro Cavour: Sipario
- Imperia, chiesina Littardi
  - Santa Teresa d'Avila in estasi, 1860, olio su tela
  - L'educazione della Vergine, olio su tela
- Artallo (IM), parrocchiale di San Sebastiano
  - San Luigi Gonzaga, 1860-1870, olio su tela
  - Prima missione di San Leonardo da Porto Maurizio (1867/8)
- Terzorio, parrocchiale di San Giovanni Battista, Le anime purganti, olio su tela
- Pontedassio, il Calvario, 1884, olio su tela, altare laterale di destra
- Imperia, Pinacoteca civica: Ussaro a cavallo